# Санта Марија дељи Анђели (Потенца)
Санта Марија дељи Анђели (итал. Santa Maria degli Angeli) је насеље у Италији у округу Потенца, региону Базиликата.
Према процени из 2011. у насељу је живело 40 становника. Насеље се налази на надморској висини од 522 м.